# Michael Böhme (Maler)
Michael Böhme (* 24. September 1943 in Chemnitz) ist ein deutscher Maler.

## Leben

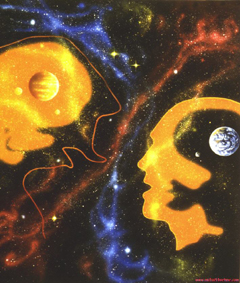
„Die Begegnung“ von Michael Böhme war Teil der ersten Kunstausstellung in der Erdumlaufbahn – realisiert von Arthur Woods im Rahmen der EUROMIR95-Mission.

Die Kindheit erlebte Böhme in Chemnitz und Plauen. Nach der Flucht seiner Familie aus der DDR verbrachte er die Jugendzeit in Kassel, studierte Jura in Marburg und war bis zu seiner Pensionierung in Konstanz als Richter und Staatsanwalt tätig. Für die Malerei interessierte sich Böhme seit seiner frühen Kindheit. Sein intensives Studium fand fachkundige Begleitung und Förderung durch Hasso Bruse von der Staatlichen Akademie der Bildenden Künste Stuttgart. Einer breiteren Öffentlichkeit wurde er 1995 durch seine Teilnahme an der ersten Kunstausstellung im All auf der MIR-Weltraumstation bekannt. 2003 verglühten zwei Drucke von Arbeiten des international bekannten Space Art-Künstlers und Symbolisten beim Absturz der Raumfähre Columbia.

## Werk
Die Hauptthemen seiner Malerei sind symbolische Darstellungen von menschlichen Gefühlen und Erlebnissen einerseits und andererseits die Auseinandersetzung mit unserer bedrohten Umwelt. Wesentliche Themen seines künstlerischen Schaffens sind auch das Universum und die Poesie der Landschaft. Seine Werke werden in privaten und öffentlichen Kunstsammlungen sowie in internationalen Ausstellungen und Publikationen gezeigt. Böhme ist Mitglied des Kunstvereins Konstanz, der Künstlergilde Esslingen und der Inter Art Stuttgart, außerdem einziges deutsches gewähltes „Fellow Member“ („vorbildhafter Interpret der Space Art“) der International Association of Astronomical Artists (IAAA).

## Werke (exemplarische Auswahl)

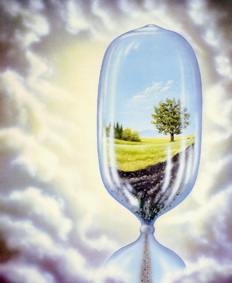
„Die Sanduhr“, 60 × 50 cm, von Michael Böhme. Das Bild stammt aus dem Jahr 1986 und wurde im Zusammenhang mit dem Themenbereich „Gefährdungen von Natur und Umwelt“ in zahlreichen Publikationen wiedergegeben.

- Die Sanduhr, 1986, Acryl auf Leinwand, 60 × 50
- Widersprüchliches, 1986, Acryl auf Leinwand, 60 × 50
- Kurz vor Zwölf, 1985, Acryl auf Leinwand, 60 × 50
- Vor dem Flug, 2001, Acryl auf Leinwand, 50 × 70
- Die Begegnung, 1995, Acryl auf Designerboard, 20 × 30
- Der gläserne Mensch, 1984, Acryl auf Leinwand, 50 × 70
- Kommendes Ereignis, 2001, Acryl auf Leinwand, 50 × 70
- Fremde Zivilisation, 1985, Acryl auf Leinwand, 60 × 50
- Durchbruch in eine andere Dimension, 1998, Acryl auf Leinwand, 60 × 50
- Parallelwelten, 1995, Acryl auf Leinwand, 60 × 50.

## Ausstellungen (Auswahl)
- Morehead Planetarium, Chapel Hill, USA, 1992
- Europa-Parlament Straßburg, 1993
- Planetarium Prag, 1993–1994
- MIR-Weltraumstation, 1995
- Carl-Zeiss-Planetarium Stuttgart, 1995
- Congress of the Int. Astronautical Federation, Oslo, 1995
- New York Space Expo, Manhattan, USA, 1996
- ESA, Noordwijk, Niederlande, 1996
- Umweltministerium Baden-Württemberg, 1996
- Zeiss Großplanetarium Berlin, 1996
- Ntl. Inst. of Health, Washington DC, USA, 1998
- California Academy of Science, San Francisco, USA, 2000
- Florida Museum of Natural History, USA, 2001
- Deutscher Industrie- und Handelstag Berlin, 2001
- Johnson Space Center Houston, Texas, USA, 2001
- Art Institute, Chicago, USA, 2001–2003
- Observatorio Astronomico di Palermo, Sicily, Italy, 2002
- International Space Development Conference, Los Angeles, USA, 2002
- Carl-Zeiss-Planetarium Stuttgart, 2002
- Landratsamt Konstanz, 2003
- Zeiss Großplanetarium Berlin, 2004
- Sternwarte Planetarium Laupheim, 2006

## TV-Sendungen
- SWR, Deutschland, 1995: „Michael Böhmes Teilnahme an der Ausstellung auf der MIR Raumstation“
- BR, Deutschland, 1997: „Im Licht ferner Sonnen - Die Welten des Michael Böhme“, 15 min
- BR, Deutschland, 1997: „Space Art 1: Im Licht ferner Sonnen - Das Universum des Michael Böhme“, 40 min
- BR, Deutschland, 1999: „Space Art - Bavarian Special“, darin 10 min Arbeiten von M. Böhme
- CNN Art Club, USA, 2000: „Michael Böhme - An Artists Vision about Life on other Planets“
- BR, Deutschland, 2002: „Space Art 13: Michael Böhme“, 12 min.